# The Best and the Rest
A The Best and the Rest az amerikai Savatage 1997-ben megjelent válogatáslemeze. Az albumot a JVC Victor kiadó jelentette meg. A lemezre kerülő dalokat a japán Burrn! rockmagazin olvasóinak a szavazata alapján válogatták össze. A CD füzet tartalmazza az eredeti dalszövegek japánra fordított verziót, de olvashatóak idézetek Paul O’Neill tollából, valamint egy zenekari biográfia és diszkográfia is helyet kapott.
A Voyage című szerzemény egy akusztikus gitárra írt instrumentális kompozíció, melyet Al Pitrelli gitáros írt, a The Wake of Magellan album felvételei közben.
A Desiree című szám eredetileg a Streets: A Rock Opera albumra került volna fel, de helyszűke miatt lehagyták a lemezről. Ezen a válogatáson hallható verziót 1997-ben rögzítették.
Az All That I Bleed egy Jon Oliva által énekelt és zongorázott dal, melyet 1997 nyarán rögzítettek. A dal eredetileg Zachary Stevens hangjával jelent meg az 1993-as Edge of Thorns albumon.

## Számlista
1. "Gutter Ballet"
2. "Degrees of Sanity"
3. "Jesus Saves"
4. "Edge of Thorns"
5. "Agony and Ecstasy"
6. "Chance"
7. "Complaint in the System"
8. "The Hourglass"
9. "Voyage" (instrumentális)
10. "Prelude to Madness/Hall of the Mountain King"
11. "This Is the Time (1990)"
12. "Believe"
13. "Desiree"
14. "All That I Bleed"